# Očage
Očage (en serbe cyrillique : Очаге) est un village de Serbie situé dans la municipalité de Bogatić, district de Mačva. Au recensement de 2011, il comptait 403 habitants.

## Démographie
| 1948 | 1953 | 1961 | 1971 | 1981 | 1991 | 2002 | 2011 |
| ---- | ---- | ---- | ---- | ---- | ---- | ---- | ---- |
| 314  | 418  | 454  | 432  | 445  | 458  | 409  | 403  |

|  |